# Al McCandless
Alfred A. McCandless (Brawley, Kalifornia, 1923. július 23. – La Quinta, Kalifornia, 2017. augusztus 9.) amerikai republikánus politikus.

## Életútja
Iskolai tanulmányait Los Angelesben végezte. A Kaliforniai Egyetemen 1951-ben szerzett bölcsész diplomát. 1945-1946-ban és 1950-1952-ben az  Egyesült Államok tengerészgyalogságában szolgált és kapitányi rangot szerzett. 1953 és 1975 között gépjármű- és teherautó kereskedőként dolgozott. 1972 és 1982 között Riverside megye felügyelőbizottságának a tagja volt. 1983 és 1995 között a képviselőház tagja volt.